# Morgan De Sanctis
Morgan De Sanctis (Guardiagrele, 26 de março de 1977) é um ex-futebolista italiano, que atuava como goleiro.

## Carreira
Revelado pelo Pescara, defendeu um pênalti de Christian Vieri em sua estreia como profissional. Pouco tempo depois, decidiu atuar em duas posições distintas, goleiro e meio campista. Permaneceu no clube por mais dois anos e meio como titular, até ser negociado com a Juventus. Ficou dois anos como reserva de Angelo Peruzzi até ir para a Udinese, em 1999. Nesta equipe, disputou inclusive a Liga dos Campeões da UEFA antes de rescindir seu contrato para jogar no Sevilla.
Sem muito sucesso em sua primeira temporada no Sevilla, foi emprestado ao Galatasaray, onde jogou por uma temporada, até seguir para o Napoli.
Em 25 de julho de 2013 foi anunciado oficialmente pela Roma sua contratação até 30 de junho de 2015.

### Seleção Italiana
Estreou pela Seleção Italiana em março de 2005 e foi convocado por Marcello Lippi para a Copa do Mundo de 2010, na condição de terceiro goleiro.

## Títulos
Juventus
- Campeonato Italiano: 1997-98
- Supercopa da Itália: 1997

 Udinese
- Copa Intertoto: 2000

 Sevilla
- Supercopa da Espanha: 2007

 Galatasaray
- Supercopa da Turquia: 2008

 Napoli
- Coppa Italia: 2011-12

 Monaco
- Campeonato Francês: 2016-17

 Seleção Italiana
- Eurocopa Sub-21: 2000